# Dévé
Dévé är en ort i Benin. Den ligger i den södra delen av landet, 110 km väster om huvudstaden Porto-Novo. Dévé ligger 44 meter över havet och antalet invånare är 7 906.
Terrängen runt Dévé är platt. Runt Dévé är det tätbefolkat, med 286 invånare per kvadratkilometer.. Närmaste större samhälle är Dogbo, 14,0 km öster om Dévé.
Omgivningarna runt Dévé är en mosaik av jordbruksmark och naturlig växtlighet.